# تیم ملی فوتبال زیر ۱۷ سال کره جنوبی
تیم ملی فوتبال زیر ۱۷ سال کره جنوبی یا تیم ملی فوتبال نوجوانان کره جنوبی نماینده فوتبال کشور کره جنوبی در مسابقات نوجوانان آسیا و بین‌المللی است که زیر نظر فدراسیون فوتبال کره جنوبی فعالیت میکند.